# Whitnash
Whitnash est une ville résidentielle située dans la région des West Midlands et le comté du Warwickshire en Angleterre. Elle est proche de Royal Leamington Spa et est considérée par beaucoup comme une banlieue de Leamington Spa. En 2001, elle avait une population de 7 798 habitants qui est estimée à 12000 en 2016.

## Géographie
Les principales agglomérations autour de Whitnash sont :
- Warwick : 4 km au nord-ouest
- Coventry : 17 km au nord
- Stratford Upon Avon : 19 km au sud-ouest
- Birmingham : 38 km au nord-ouest

## Histoire[1],[2]
Les premières origines de Whitnash remontent à l'âge de fer de la préhistoire. Le nom Whitnash pourrait provenir de l'expression anglo-saxonne « at the white ash », mais il existe aussi d'autres suppositions telles que « the place near the wood », « sacred ash » ou « the meeting place of the wise men ».
En 1086, Whitnash se nommait Witenas. La population se composait alors de 11 villageois et 8 petits exploitants.
Jusqu'en 1850, Whitnash est resté un village isolé, relié aux villes environnantes uniquement par des chemins au milieu des champs.
La forte croissance démographique a commencé au cours de la seconde moitié du XXe siècle. En l'espace de quelques décennies, la population a été multipliée par cinq. En conséquence, Whitnash est devenu une ville le 1er avril 1978.
Bien qu'il n'y ait pas de centre ville marqué, celui-ci est considéré en pratique comme étant au niveau de l'église St Margaret et des maisons aux toits de chaume qui l'entourent.

## Vie quotidienne

### Sports
Whitnash dispose des associations ou structures suivantes :
- Club de tennis
- Whitnash Sports & Social Club : Nouveau siège de l'équipe de rugby à XV Leamington Royals (en)
- Club de pétanque Whitnash Windmill Petanque
- Club de football Whitnash Town FC
- Club de golf de Leamington et du comté

### Lieux de culte
- Eglise St Margaret : Eglise anglicane datant de la période des Saxons, dédiée à Marguerite d'Antioche[2]
- Eglise St Joseph : Eglise catholique
- Eglise méthodiste

## Personnalités locales[2]
- Miser Murcott
- Robert Palmer

## Jumelages
- Weilerswist (Allemagne) depuis 1989
- Villebon-sur-Yvette (France) depuis 1992